# Evolvulus filipes
Evolvulus filipes är en vindeväxtart som beskrevs av Carl Friedrich Philipp von Martius. Evolvulus filipes ingår i släktet Evolvulus och familjen vindeväxter. Inga underarter finns listade i Catalogue of Life.